# Valeri Sokolov
Valeri Andreyevich Sokolov (en ruso: Валерий Андреевич Соколов) (Ekaterimburgo. Rusia, 29 de enero de 1988) es un exfutbolista ruso que jugaba en la posición de defensa.

## Clubes
| Club                 | País  | Año       |
| -------------------- | ----- | --------- |
| FC Spartak de Moscú  | Rusia | 2005-2006 |
| FC Spartak-UGP Anapa | Rusia | 2006      |
| FC Saturn Rámenskoye | Rusia | 2007      |
| FC Torpedo Moscú     | Rusia | 2008      |
| FC Rubin-2 Kazán     | Rusia | 2009      |
| FC Gornyak Uchaly    | Rusia | 2010      |